# Корикты
Корикты (каз. Көрікті, до 2001 г. — Енбекши) — село в Жетысайском районе Туркестанской области Казахстана. Административный центр Ынтымакского сельского округа. Код КАТО — 514487100.

## Население
В 1999 году население села составляло 1238 человек (608 мужчин и 630 женщин). По данным переписи 2009 года, в селе проживало 1390 человек (696 мужчин и 694 женщины).